# گلوله‌های عدالت
گلوله‌های عدالت (انگلیسی: Bullets of Justice) یک فیلم اکشن و علمی تخیلی به کارگردانی والری میلف است. در ابتدا در سال ۲۰۱۷ به عنوان یک اپیزود آزمایشی برای یک سریال فیلمبرداری شد؛ پس از بررسی مجدد، در نهایت به یک فیلم بلند کامل تبدیل شد که در جشنواره فیلم لندن فراید فست در ۲۳ اوت ۲۰۱۹ نمایش داده شد.
در طول جنگ جهانی سوم، دولت آمریکا یک پروژه مخفی به نام «ارتش بیکن» را آغاز کرد تا با همخونی انسان با خوک، یک سرباز فوق‌العاده ایجاد کند.